# Yinshi xuzhi (Jia Ming)
Das chinesische Buch Yǐnshí xūzhī (chinesisch 饮食须知; „Was man über das Essen und Trinken wissen sollte“) wurde von Jia Ming (贾铭), aus der Zeit der Yuan-Dynastie verfasst. Es umfasst insgesamt 8 Hefte (juan). Das Buch ist eingeteilt in neun Abschnitte.

## Abschnitte
- Wasser (shui 水)
- Feuer (huo 火)
- Getreide/Leguminosen (gu 谷)
- Gemüse (cai 菜)
- Früchte/Nüsse (guo 果)
- Würzzutaten (wei 味)
- Fische/Schalentiere (yu 鱼)
- Geflügel (qin 禽)
- Säugetierfleisch (shou 兽)

## Inhalt
Aus den Pharmakopöen der verschiedenen Schulen vergangener Zeiten hat der Autor unverträgliche und zusammen zu meidende Nahrungsmittel (fǎnjì 反忌) ausgewählt und das Material zu einem Buch zusammengestellt. Es berichtet über Eigenschaften und Geschmacksrichtungen der Kochzutaten und Nahrungsmittel, über ihre Verwendung sowie über Inkompatibilität und Kontraindikation. Für die Darlegung der diätetischen Hygiene liefert es einen originellen Beitrag. Es enthält wichtige Informationen über die Ernährungswissenschaften der alten Zeit.

## Autor
Der noch in der Zeit der Südlichen Song-Dynastie geborene Autor, der aus Haining (海宁) in Zhejiang stammt, war im ersten Jahr der Ära Hongwu (洪武) der Ming-Dynastie hundert Jahre alt geworden, er starb 1374 im stolzen Alter von 106 Jahren. Im Jahr 1368 rief ihn der Ming-Kaiser Zhu Yuanzhang zu sich und fragte ihn nach dem Geheimnis seines langen Lebens. Er antwortete damit, indem er ihm das Buch überreichte.

## Vorwort (Auszug)
„Man stützt sich auf Getränke und Essen, um das Leben zu nähren (yangsheng), doch wenn man nicht weiß, welche Substanzen durch ihre jeweiligen Eigenschaften unverträglich und zusammen zu meiden sind (xiangfan xiangji 相反相忌), und sie wahllos durcheinander konsumiert, werden die inneren Organe (wunei) nicht harmonieren und beträchtliches Unheil wird sogleich daraus folgen. Das Leben auf diese Weise zu nähren, schadet dem Leben. Ich habe die Texte, Subkommentare und Kommentare der Pharmakopöen der verschiedenen Schulen untersucht und herausgefunden, dass jede der aufgelisteten Substanzen sich sowohl schädigend als auch nützlich auswirken kann, sie lassen den Leser im Unklaren darüber, was zu tun ist. Bei der Zusammenstellung dieses Werkes habe ich deshalb das Gewicht darauf gelegt, diejenigen Fakten auszuwählen, welche inkompatible und zusammen zu meidende Nahrungsmittel betreffen, so dass diejenigen, die gute Gesundheit erlangen wollen, in der Lage sind, diese Information bei ihrem täglichen Konsum von Getränken und Essen nachzuschlagen.“

## Alte Drucke und moderne Ausgaben
Das Werk ist in den alten Büchersammlungen Xuehai leibian und Umfassende Sammlung von Congshu enthalten, in der japanischen Buchreihe Chugoku shokkei sosho und in der zuverlässigen Edition des Zhongguo pengren guji congkan aus dem Jahr 1985 in einer kommentierten und mit Anmerkungen versehenen Ausgabe von Tao Wentai.

## Zwei Werke mit gleichem Titel aus der Qing-Zeit
Es existieren zwei Werke aus der Zeit der Qing-Dynastie mit gleichem Titel, das eine stammt von Zhu Benzhong, das andere von Zhu Tailai. Diese drei Werke dürfen nicht miteinander verwechselt werden.